# Дина Чолић
Дина Чолић Анђелковић је бивша водитељка телевизије Београд и ТВ Политика и историчарка уметности. Позната је као водитељка емисије Недељно поподне и Крајем недеље током 1980-их.

## Каријера
Током 1980-их година је водила Недељно поподне на ТВ Београд. Захваљујући овој емисији, постала је позната по шарму, дикцији као и прекрштеним ногама.
Након успешне ТВ каријере, била је наратор филма Видимо се у читуљи.

## Занимљивости
Њу је пародирао Неле Карајлић 1984. године, у скечу за комедију Топ листа надреалиста под именом Џана Фанго Волић. Скеч је била имитација Недељног поподнева под називом Прекјуче је за сутра, данас је прекосутра за 3 дана. Гост у тој имитацији је био Дражен Ричл као глумац ХНК.